# 兩津市
兩津市（日语：〔〕／ Ryōtsu shi */?）是1954年到2004年期間，存在于新潟縣佐渡島北部的一市。過去是佐渡島上唯一的市，人口數也是島內最高。2004年3月1日進行合併，成為佐渡市的一部份。